# Gerichtsamt Lausick
Das Gerichtsamt Lausick war in den Jahren zwischen 1856 und 1874 die unterste Verwaltungseinheit nach der Abschaffung der Patrimonialgesetzgebung im Königreich Sachsen. Es hatte seinen Amtssitz in der heutigen Stadt Bad Lausick.

## Geschichte
Nach dem Tod des Königs Friedrich August II. von Sachsen wurde unter dessen Nachfolger  König Johann nach dem Vorbild anderer Staaten des Deutschen Bundes die Abschaffung der Patrimonialgesetzgebung verordnet. An die Stelle der bisher im Königreich Sachsen in Stadt und Land vorhandenen Gerichte der untersten Instanz traten die zentral gelegenen Bezirksgerichte und Gerichtsämter in nahezu allen größeren Städten. Die Details der Verwaltungsreform regelte das sächsische Gerichtsverfassungsgesetz vom 11. August 1855 und die Verordnung über die Bildung der Gerichtsbezirke vom 2. September 1856.
Stichtag für das Inkrafttreten der neuen Behördenstruktur im Königreich Sachsen war der 1. Oktober 1856. Das neu gebildete Gerichtsamt Lausick unterstand dem Bezirksgericht Borna.
Die Zivil- und Kriminalgerichtsbarkeit im Weichbild der Stadt wurde in allen ihren Zweigen vom Gerichtsamt Lausick verwaltet. Die Polizei und die Polizeigerichtsbarkeit aber stand, mit Ausnahme des Pass- und Fremdenwesens, welches auch das Gerichtsamt Pegau verwaltete, dem Bürgermeister und städtischem Rat zu, dem somit die gesamte Wohlfahrts-, Sicherheits-, Gewerbe- und Gesindepolizei  sowie das Innungswesen unterstand. Der Sprengel des Gerichtsamtes Lausick umfasste folgende Orte:
| - Lausick mit Mark Köllsdorf - Ballendorf - Bernbruch - Buchheim - Etzoldshain - Glasten - Großbuch - Hainersdorf mit Wüstungsstein | - Lauterbach - Otterwisch mit Groitzsch und Groitzschhäusern - Selbständiger Gutsbezirk Rittergut Otterwisch - Reichersdorf - Steinbach - Selbständiger Gutsbezirk Rittergut Steinbach mit Vorwerk Lindhardt (Lindritz) - Stockheim - Selbständiger Gutsbezirk Staatsforstrevier Glasten |

Nach der Neustrukturierung der Gerichtsorganisation gemäß dem Gesetz über die Organisation der Behörden für die innere Verwaltung vom 21. April 1873 gingen die Verwaltungsbefugnisse der Gerichtsämter mit Wirkung vom 15. Oktober 1874 auf die umgestalteten bzw. neu gebildeten Amtshauptmannschaften über.
Seitdem das bisherige königliche Gericht als königliches Gerichtsamt bezeichnet wurde, führte sein Vorstand den Titel Gerichtshauptmann.
Am 14. Oktober 1874 beendete das Gerichtsamt Lausick seine Tätigkeit insgesamt; die juristischen Befugnisse für den Sprengel des vormaligen Gerichtsamtes Lausick wurden mit Wirkung 15. Oktober 1874 an die Gerichtsämter Borna und Grimma übertragen. Die verwaltungsmäßigen Befugnisse für den Gerichtssprengel wurden analog zwischen den Amtshauptmannschaften Grimma und Borna aufgeteilt. Die Aufteilung sah wie folgt aus:  
| Gerichtsamt Borna - Buchheim - Hainersdorf mit Wüstungsstein - Lausick mit Mark Köllsdorf - Reichersdorf - Steinbach - Selbständiger Gutsbezirk Rittergut Steinbach mit Vorwerk Lindhardt (Lindritz) - Stockheim | Gerichtsamt Grimma - Ballendorf - Bernbruch - Etzoldshain - Glasten - Großbuch - Lauterbach - Otterwisch mit Groitzsch und Groitzschhäusern - Selbständiger Gutsbezirk Rittergut Otterwisch - Selbständiger Gutsbezirk Staatsforstrevier Glasten |

## Schriftliche Überlieferung
Die Archivalien des Gerichtsamts Lausick werden als Bestand 20095 Gerichtsamt Lausick heute im Sächsischen Staatsarchiv – Staatsarchiv Leipzig verwaltet. Dieser Bestand umfasst 2 laufende Meter Archivgut aus den Jahren 1775 bis 1874.

## Richter
Die Leiter des Gerichtsamts trugen den Titel Gerichtsamtmann. Dies war:
- 1856–1857: Adolph Friedrich Sommer (vorher Justitiar beim Kgl. Gericht Lausick)
- 1857–1858: Eduard Beyer (vorher Aktuar beim Bezirksgericht Zwickau)
- 1858–1874: Ernst Friedrich Böhme (vorher Gerichtsamtmann beim Gerichtsamt Crimmitschau)